# Euphorbia boiteaui
Euphorbia boiteaui ist eine Pflanzenart aus der Gattung Wolfsmilch (Euphorbia) in der Familie der Wolfsmilchgewächse (Euphorbiaceae).

## Beschreibung
Die sukkulente Euphorbia boiteaui bildet kleine Sträucher bis 15 Zentimeter Höhe aus. Aus einer schmalen, faserigen Wurzel wachsen einfache Triebe, die etwa 1 Zentimeter dick werden. In einer Rosette am Triebende sind wenige, längliche Blätter angeordnet. Sie sind sitzend und werden 20 Millimeter lang und 8 Millimeter breit. Die etwa 3 Millimeter langen Nebenblätter sind an der Basis verdickt und stehen in fünf Reihen spiralförmig angeordnet.
Der Blütenstand besteht aus einfachen Cymen, die an der Triebspitze erscheinen und sich an einem 5 Millimeter langen Stiel befinden. Die aufrechten Cyathophyllen werden 7 Millimeter breit und 15 Millimeter lang. Die Cyathien sind klein und die elliptischen Nektardrüsen sind gelblich gefärbt. Der stumpf gelappte Fruchtknoten steht an einem aufrechten Stiel. Über die Frucht und den Samen ist nichts bekannt.

## Verbreitung und Systematik
Euphorbia boiteaui ist endemisch im Westen von Madagaskar im Mandrare-Tal in Höhenlagen von 200 bis 250 Meter verbreitet.
Die Art steht auf der Roten Liste der IUCN und gilt als gefährdet (Vulnerable).
Die Erstbeschreibung der Art erfolgte 1946 durch Jacques Désiré Leandri.